# 43e armée (Union soviétique)
La 43e armée est une unité de l'Armée rouge durant la Grande Guerre patriotique.

## Historique opérationnel
La 43e armée est créé en 1941.

## Liste des commandants
- Lieutenant General Ivan Zakharine (en) (1er aout 1941 – 8 aout 1941)
- Lieutenant General Pavel Alekseïevitch Kourotchkine (8 aout 1941 – 22 aout 1941)
- Lieutenant General Dmitri Seleznev (ru) (22 aout 1941 – 2 septembre 1941)
- Lieutenant General Ivan Alexandrovitch Bogdanov (2 septembre 1941 – 5 septembre 1941)
- Major General Piotr Sobennikov (5 septembre – 10 octobre 1941)
- Lieutenant General Stepan Akimov (en) (10 octobre 1941 – 29 octobre 1941)
- Major General Konstantin Goloubev (en) (29 octobre 1941 – 22 mai 1944)
- Lieutenant General Afanassi Beloborodov (en) (22 mai 1944 – fin de la guerre)
- Colonel General Vassili Popov (en) (juillet 1945 – aout 1946)[2][réf. incomplète]